# Procoptodon texasensis
Espèce
Procoptodon texasensis est une espèce éteinte de marsupiaux Sthenurinae appartenant au genre Procoptodon.

## Découverte
Procoptodon texasensis a été découvert en Australie-Méridionale à quelques kilomètres de l'endroit où ont été trouvés les premiers restes d'une autre espèce du même genre : Procoptodon goliah. L'espèce a été officiellement décrite par  Michael Archer en 1978.

## Description
L'animal  mesurait 1,5 mètre de haut pour 2 mètres de long. Avec cette taille il était beaucoup plus agile que n'importe quelle espèce de son genre pour éviter son prédateur, le Lion marsupial. L'animal a vécu il y a entre -1 200 000 ans et -0,25 million d'années.